# Дубровка (приток Оки)
Дубровка (в верхнем течении — Вершинская) — река в Меленковском районе Владимирской области России, левый приток Оки. Исток — у деревни Адино. Протекает в восточном направлении. Устье — в районе озера Частого. Длина — 38 км, площадь водосборного бассейна — 127 км².

## Населённые пункты на реке
Деревни Деревнищи, Кориково, Высоково и село Степаньково.

## Данные водного реестра
По данным государственного водного реестра России относится к Окскому бассейновому округу, водохозяйственный участок реки — Ока от впадения реки Мокша до впадения реки Тёша, речной подбассейн реки — бассейны притоков Оки от Мокши до впадения в Волгу. Речной бассейн реки — Ока.
Код объекта в государственном водном реестре — 09010300112110000030299.